# Liste der Naturdenkmale in Gemünden (Westerwald)
Die Liste der Naturdenkmale in Gemünden nennt die im Gemeindegebiet von Gemünden ausgewiesenen Naturdenkmale (Stand 13. Juni 2024).

## Ehemalige Naturdenkmale
| Nr. | Bezeichnung                     | Lage                                               | Beschreibung                                        | Bild                                    |
| --- | ------------------------------- | -------------------------------------------------- | --------------------------------------------------- | --------------------------------------- |
|     | Winterlinde an der Stiftskirche | Hauptstraße, vor der Stiftskirche St. Severus Lage | Tilia cordata; Rechtsverordnung vor 2009 aufgehoben | Direkt Bild zu diesem Denkmal hochladen |